# Porta Romana
Porta Romana is een metrostation in de Italiaanse stad Milaan dat werd geopend op 16 december 1990 en wordt bediend door lijn 3 van de metro van Milaan.

## Geschiedenis
In het metroplan van 1952 lag Porta Romana (Romeinse Poort) op het beoogde traject van lijn 4 dat ten noorden van Porta Romana de Spaansemuur uit 1560 zou volgen en ten zuiden onder de weg naar Rome, de Corso Lodi, verder zou lopen. De stadspoort zelf is in 1596 in de huidige vorm herbouwd ter gelegenheid van het bezoek van Margaretha van Oostenrijk en Filips III van Spanje aan Milaan. In 1977 werd besloten om het zuidelijke deel van lijn 4 als onderdeel van lijn 3 te bouwen terwijl lijn 4 op de lange baan werd geschoven. In 2005 werd het tracé voor lijn 4 opnieuw vastgesteld dat in de binnenstad de middeleeuwse stadsmuur dichter bij het centrum volgt. Het station stond als Medaglie d'Oro (Gouden medailles) op de tekentafel en Lodi TIBB zou net als het daargelegen treinstation Porta Romana genoemd worden, maar bij de opening werd aangesloten bij de geografische realiteit. De bouw van lijn 3 begon in 1981 en op 16 december 1990 werd Porta Romana het zuidelijke eindpunt. Op 12 mei 1991 volgde de verlenging, onder de oude weg naar Rome, naar San Donato waar de nieuwe weg naar Rome, de Autostrada del Sole, begint.

## Ligging en inrichting
Het station ligt onder het Piazzale Medaglie d'Oro aan de buitenkant van de stadspoort. De verdeelhal op niveau -1 is via voetgangerstunnels verbonden met verschillende toegangen rond het plein. Achter de toegangspoortjes is de verdeelhal met roltrappen met de twee zijperrons verbonden. Het geheel is afgewerkt met het voor lijn 3 kenmerkende gele rooster als plafond en grijze blokken tegen de wanden. Ten zuidoosten van de perrons loopt de lijn in een dubbelsporige tunnel. Ten noordwesten van de perrons ligt een kruiswissel waardoor metrostellen kunnen keren. Aan de binnenkant van de stadspoort gaat de metrotunnel over in een dubbeldekstunnel waarbij het spoor naar het noorden boven dat naar het zuiden ligt.